# SG-V-2201
La  SG-V-2201  es una carretera local de la Red de Carreteras de la Diputación de Segovia en la provincia de Segovia (España), que une los municipios de Escalona del Prado y Monzoncillo. Tiene una longitud de 4,8 km.
Comienza en Escalona del Prado con el cruce de la carretera  SG-V-2213  y termina en el cruce de la carretera  SG-211 , cerca del municipio de Monzoncillo.

## Localidades que atraviesa
Escalona del Prado y Mozoncillo

## Mejoras

### Refuerzo de firme
En el año 2024, la carretera ha sido objeto de obras de refuerzo del firme entre los puntos kilométricos 2,760 y 4,800, financiadas por la Diputación de Segovia y ejecutadas por la empresa Tecnología de Firmes S.A., con una inversión de aproximadamente 218,000 euros.
Las obras incluyeron actividades de limpieza de cunetas, fresado en áreas específicas, aplicación de una capa de regularización, y repavimentación de la carretera con un ancho de calzada de 6.6 metros. Además, se pintó nueva señalización horizontal y se realizaron mejoras en los arcenes mediante la colocación de zahorra artificial. Durante los días de trabajo, el tráfico se desvió por rutas alternativas para minimizar el impacto en la circulación.

## Recorrido
| Escalona del Prado ( SG-V-2213 ) - Mozoncillo ( SG-211 ) | Escalona del Prado ( SG-V-2213 ) - Mozoncillo ( SG-211 ) | Escalona del Prado ( SG-V-2213 ) - Mozoncillo ( SG-211 ) | Escalona del Prado ( SG-V-2213 ) - Mozoncillo ( SG-211 ) | Escalona del Prado ( SG-V-2213 ) - Mozoncillo ( SG-211 ) |
| Señalización                                             | Esquema                                                  | Nombre de salida                                         | Carretera que enlaza                                     | Notas                                                    |
| -------------------------------------------------------- | -------------------------------------------------------- | -------------------------------------------------------- | -------------------------------------------------------- | -------------------------------------------------------- |
|                                                          |                                                          | CL-603 Segovia Aguilafuente                              | SG-V-2213                                                |                                                          |
|                                                          |                                                          | Calle del Viento Calle de Fernando Sanz Revuelta         |                                                          |                                                          |
|                                                          | Calle de Cándido Muñoz                                   |                                                          |                                                          |                                                          |
|                                                          | Calle del Calvario Calle del Pozo                        | Carretera a Aldea Real                                   |                                                          |                                                          |
|                                                          | Calle del Prado                                          |                                                          |                                                          |                                                          |
|                                                          |                                                          |                                                          |                                                          |                                                          |
|                                                          | Zona escolar                                             |                                                          |                                                          |                                                          |
|                                                          | Camino de la Ermita Travesía del Prado                   |                                                          |                                                          |                                                          |
|                                                          |                                                          | Camino al Cementerio                                     |                                                          |                                                          |
|                                                          |                                                          | Camino                                                   | Circunvalación de Escalona                               |                                                          |
|                                                          | Parking Piscina                                          |                                                          |                                                          |                                                          |
|                                                          |                                                          |                                                          |                                                          |                                                          |
|                                                          | Frontón, Paseo Verde                                     | Frontón, Paseo Verde                                     | [ nota 1 ]                                               |                                                          |
|                                                          | ESCALONA DEL PRADO                                       |                                                          | [ nota 1 ]                                               |                                                          |
|                                                          |                                                          | Camino                                                   | [ nota 1 ]                                               |                                                          |
|                                                          | Granja                                                   |                                                          | [ nota 1 ]                                               |                                                          |
|                                                          | Final del Paseo Verde, camino                            |                                                          | [ nota 1 ]                                               |                                                          |
|                                                          | Camino                                                   |                                                          |                                                          |                                                          |
|                                                          | Camino                                                   |                                                          |                                                          |                                                          |
|                                                          | Camino                                                   |                                                          |                                                          |                                                          |
|                                                          | Granja                                                   |                                                          |                                                          |                                                          |
|                                                          | Granja                                                   |                                                          |                                                          |                                                          |
|                                                          | Granja                                                   |                                                          |                                                          |                                                          |
|                                                          | Camino                                                   |                                                          |                                                          |                                                          |
|                                                          |                                                          | Monzoncillo, A-601 Aldea Real                            | SG-211                                                   |                                                          |